# Рууд, Асбьёрн
Асбьёрн Рууд (норв. Asbjørn Ruud, 6 октября 1919, Конгсберг, Норвегия — 26 марта 1989, Осло) — норвежский прыгун с трамплина, чемпион мира.

## Карьера
Асбьёрн Рууд родился в 1919 года в спортивной семье. Его старшие братья — знаменитые чемпионы мира и призёры Олимпийских игр Зигмунд и Биргер. Младший брат также стал спортсменом, как и братья прыгал с трамплина, активно использовал конгсбергскую технику прыжков, разработанную старшим братом Зигмундом.
В 1938 году на чемпионате мира в финском Лахти Асбьёрн Рууд в остром соперничестве с поляком Станиславом Марусажем опередил его на 0,3 балла и стал чемпионом мира уже в возрасте 18 лет. Более полувека Рууд-младший был самым молодым чемпионом мира по прыжкам с трамплина, пока в 1995 году его достижение не превзошёл соотечественник Томми Ингебригтсен. Также братья Рууд стали первой в истории семьёй, три представителя которой становились чемпионами мира в одной дисциплине. Стал девятым на последнем чемпионате мира перед Второй мировой войной.
В 1946 году Асбьёрн стал первым послевоенным чемпионом Норвегии, в 1948 году повторил это достижение и попал в состав олимпийской сборной на Игры в Санкт-Морице, где выступал в прыжках с трамплина вместе с братом Биргером. Асбьёрн занял седьмое место, проиграв 7,9 чемпиону Петтеру Хугстеду, а также уступил ставшему вторым брату.
Скончался в 1989 году первым из братьев Рууд.